# 메가역
메가역(일본어: 妻鹿駅, めがえき)은 일본 효고현 히메지시에 있는 산요 전기철도 본선의 역이다. 역 번호는 SY 39이다.

## 역 구조
상대식 승강장 2면 2선의 지상역이다. 플랫폼은 곡선상에 있다. 역사는 히메지 방면 승강장의 서쪽 끝(히메지 방향)에 있고, 반대쪽의 고베 방면 승강장은 구내 건널목에서 연결된다. 개찰 창구는 무인화되어 있다.

### 승강장
| 남측 | ■ 본선(하행) | 시카마・히메지・아보시 방면   |
| 북측 | ■ 본선(상행) | 아카시・산노미야・오사카 방면 |

## 역 주변
이치 강의 동쪽에 있다. "메가"라는 지명은 이 근처에 살던 한 쌍의 사슴 중 수사슴이 이에시마 제도로 건너가 암사슴이 남아있고 수컷은 떠내려갔다는 전설에서 유래한다. 이에 대응하여. 이에시마 제도에 단가 섬이 있다. 메가 지구는 나다노켄카 마쓰리(나다 싸움 축제)로 알려진 마쓰바라하치만 신사의 씨자 구 시치카촌의 하나이다.
- 히메지시청 시민국 메가 서비스 센터
- 메가 성터
- 구로다 모토타카 조소
- 히메지 메가 우체국
- 히메지 시립 시카마 고등학교
- 히메지 시립 메가 초등학교
- 국토교통성 고베 운수 감리부 히메지 자동차 검사등록 사무소
- 국도 제250호선
- 라운드 원 히메지 시카마점

## 역사
- 1923년 8월 19일: 고베히메지 전기철도의 개통과 동시에 설치.
- 1927년 4월 1일: 우지가와 전기에 의한 합병으로 본 회사의 역이 됨.
- 1933년 6월 6일: 우지가와 전기 철도 부문이 분리되어 산요 전기철도의 역이 됨.
- 1949년 4월 15일: 급행 정차역이 됨.
- 1984년 3월 25일: 급행 설정 소멸, 이후 1991년 S특급 설정까지 보통 열차만 정차했음.

## 인접역
| 산요 전기철도 ■ 본선                       | 산요 전기철도 ■ 본선 | 산요 전기철도 ■ 본선         |
| ------------------------------------------ | -------------------- | ---------------------------- |
| SY 38 시라하마노미야 우메다・니시다이 방면 | ■ S특급 ■ 보통       | 시카마 SY 40 산요히메지 방면 |